# Филипп Фридрих Пфальцский
Иоганн Филипп Фридрих Пфальцский (нем. Philipp von der Pfalz; 16 сентября 1627, Гаага — 16 декабря 1650, Ретель) — седьмой сын Фридриха V, курфюрста Пфальца и принцессы Елизаветы Стюарт, единственной дочери короля Англии Якова I.

## Биография
Принц Филипп родился в Гааге, где его родители жили в изгнании после того, как его отец проиграл битву на Белой Горе и был смещён с престолов Богемии и Пфальца. Его отец, кальвинист, умер 29 ноября 1632 года, когда Филиппу было пять лет.
Он и его старший брат Эдуард получали образование при французском дворе по ходатайству своего старшего брата Карла I Людвига, но были отправлены обратно в Гаагу по просьбе их матери после того, как французы временно взяли в плен Карла Людвига.
В ночь на 20 июня 1646 года принц Филипп на дуэли убил французского изгнанного подполковника Жака де л’Эпине, сеньора де Во. По слухам насмешка, которая спровоцировала принца Филиппа на убийство, была хвастовством французского дон Жуана, что он пользовался расположением не только принцессы Луизы Голландины, но и их овдовевшей матери.
Несмотря на неоднократные повестки в суд, принц Филипп, похоже, так и не ответил перед голландским законными властями. Филипп поступил на военную службу к герцогу Лотарингскому в звании полковника. Он был убит в битве при Ретеле 16 декабря 1650 года во время Фронды. Его останки были возвращены в Седан и похоронены в церкви Святого Карла.